# Polypsecadium zoellneri
Polypsecadium zoellneri är en korsblommig växtart som beskrevs av Al-shehbaz. Polypsecadium zoellneri ingår i släktet Polypsecadium och familjen korsblommiga växter. Inga underarter finns listade i Catalogue of Life.